# 山羊痘
山羊痘（やぎとう、英:goat pox）とは山羊痘ウイルス感染を原因とする感染症。日本では家畜伝染病予防法において届出伝染病に指定されており、対象動物は山羊。
原因ウイルスである山羊痘ウイルスはポックスウイルス科に属するDNAウイルスである。症状は皮膚、呼吸器粘膜、消化器粘膜の丘疹を特徴とする。生ワクチンおよび不活化ワクチンが開発されている